# Сахаров, Андрей Николаевич
Андре́й Никола́евич Са́харов (2 июня 1930, Кулебаки, Нижегородский край — 26 июня 2019, Москва) — советский и российский историк. Доктор исторических наук (1982), профессор (1988), член-корреспондент РАН (1991). Директор Института российской истории РАН (1993—2010), член Союза писателей России.
Представитель антинорманизма — южнобалтийской гипотезы.

## Биография

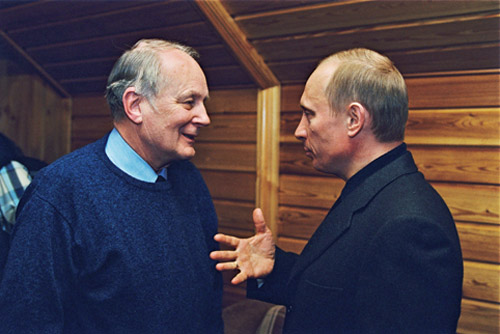
Беседует с В. Путиным, 2002

Родился в семье преподавателя политэкономии Николая Леонидовича Сахарова, затем инженера-строителя, репрессированного в конце 1930-х годов; мать, Елена Константиновна, преподавала историю в средней школе. Окончил исторический факультет МГУ им. М. В. Ломоносова (1953); в течение 5 лет работал в средней школе, одновременно учился в заочной аспирантуре МГУ.
С 1958 года — сотрудник отдела печати Комитета молодёжных организаций СССР. В 1961—1962 годах работал в Агентстве печати «Новости». С 1962 года — заведующий редакцией истории СССР журнала «Вопросы истории». Кандидат исторических наук (1965, диссертация «Русская деревня XVII в. (по материалам патриаршего хозяйства)»).
Инструктор Отдела пропаганды ЦК КПСС (1968—1971); заместитель директора, главный редактор издательства «Наука» (1971—1974); член коллегии, начальник главка (управления художественной литературы) Государственного комитета по делам издательств, полиграфии и книжной торговли (1974—1984).
В 1970-е годы — доцент кафедры истории КПСС исторического факультета МГУ, вёл просеминары, читал спецкурсы, руководил аспирантами. Член Союза писателей СССР (1981). В 1982 году защитил докторскую диссертацию «Зарождение дипломатии Древней Руси. IX — первая половина X вв.».
С 1984 года — заместитель директора по научной работе Института истории СССР АН СССР, в 1993—2010 годах — директор Института российской истории, заместитель академика-секретаря Отделения истории (1994—2000), советник РАН (с 2010). Член-корреспондент РАН с 7 декабря 1991 года по Секции гуманитарных и общественных наук (история России).  В 1999 году вместе с академиком Г. Н. Севостьяновым написал письмо тогдашнему директору ФСБ Владимиру Путину о необходимости рассекречивания и публикации информационных обзоров органов государственной безопасности об экономическом и политическом положении в СССР. В 2007 году представлял императора Александра II в телепроекте «Имя Россия», позднее принимал участие в съёмках телепередачи «Суд времени».
Сахаров приветствовал создание в 2009 году Комиссии по противодействию попыткам фальсификации истории в ущерб интересам России и активно включился в её работу, был членом комиссии до её ликвидации. Входил в состав Российского совета по международным делам (с 2011), член бюро Совета по работе с иностранными членами РАН и учёными-соотечественниками, проживающими за рубежом. В 2012 году участвовал в съёмках фильма Михаила Задорнова «Рюрик. Потерянная быль»; в ходе дискуссии об оригинальности и научной ценности диссертации Владимира Мединского «Проблемы объективности в освещении российской истории второй половины XV—XVII вв.» выступил в поддержку автора.
В 2009 году, будучи одним из активных членов Комиссии по противодействию попыткам фальсификации истории в ущерб интересам России, в интервью российскому телеканалу Сахаров заявил, что среди современных фальсификаций одним из самых опасных средневековых вымыслов является норманизм, который «сегодня снова поднимает голову». Он считал, что в России дует новый ветер норманизма, инспирируемый иностранными организациями и учреждениями, финансирующими «деструктивную деятельность» некоторых российских учёных и исследовательских центров.
Был женат на Ольге Сахаровой; сыновья Артемий (род. 1963) и Игнатий (род. 1973). Брат Дмитрий (1937—2003) — пианист, профессор Московской консерватории.
Похоронен на Химкинском кладбище.

## Профессиональная деятельность

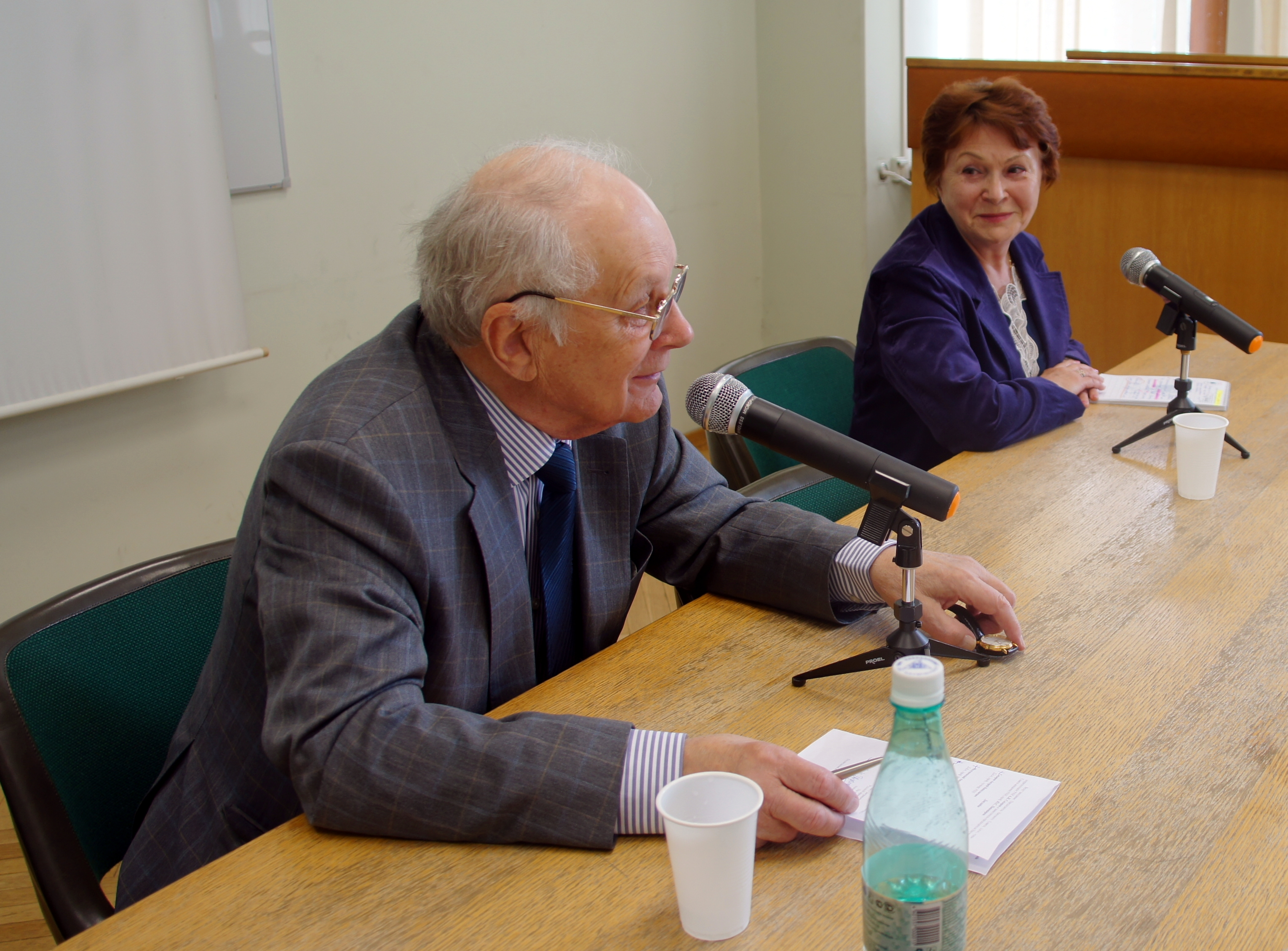
На конференции в ИНИОН РАН, 2014

В сферу исследовательских интересов А. Н. Сахарова входили: история дипломатии, внешней политики, идеологии и культуры Древней Руси; социально-экономические отношения в Российском государстве в XVII веке; история реформаторства XVIII — начала XX веков; тоталитарная система СССР в 1920—1930-е годы; личность в истории; отечественная и зарубежная историография истории России.
В конце 1980-х — начале 1990-х годов учёный выступил за необходимость пересмотра методологии исторических исследований, за отказ от фетишизации классового и формационного подхода к истории.
Соруководитель международного семинара «От Рима к Третьему Риму» (1985—2010), руководитель центра «Историческая наука России» (с 1987). В 1990-е годы руководил научным изданием «Истории государства Российского» Н. М. Карамзина. Главный редактор историографического ежегодника «История и историки».
С 1999 года — сопредседатель Научного совета РАН «История международных отношений и внешней политики России», с 2004 года — заместитель председателя Экспертной комиссии по анализу и оценке научного содержания ФГОС и учебной литературы для начальной, средней и высшей школы, один из разработчиков системы анализа и оценки учебников (2007).
В 2000-е годы Сахаров и историк В. В. Фомин, опираясь на известие немецкого дипломата Сигизмунда фон Герберштейна, вновь предложили связь названия Русы с Русью. В 1980 году Сахаров писал, что, хотя среди мужей Олега в русско-византийском договоре 911 года нет ни одного славянского имени, доверители со скандинавскими именами могли представлять и славянских членов русского княжеского рода, как в договоре Игоря с греками 944 года.
Сахаров назвал острой, интересной, правдивой и противоречивой написанную в духе исторического ревизионизма публицистическую книгу «Первая научная история войны 1812 года» Евгения Понасенкова. В видеобеседе с Понасенковым Сахаров назвал его книгу «Правда о войне 1812 года» «прекрасной». Сахаров утверждал, что доклад Понасенкова, зачитанный на совместном заседании научного совета РАН «История международных отношений и внешней политики России» и Института российской истории РАН, «даёт очень много нам для понимания не только европейской истории, но и российской истории».

## Оценки деятельности
По мнению историка С. А. Иванова, в период руководства Сахарова Институтом российской истории атмосфера в учреждении не была благополучной. Учёного также критиковали за тягу к монополизации своей точки зрения и стремлении к вытеснению из института ряда известных историков, в ходе чего, в частности, были ликвидированы Центр истории России в Средние века и раннее Новое время и Центр источниковедения. Остатки центров были объединены в Центр истории русского феодализма.
В. Я. Петрухин писал, что в борьбе с оппонентами, применявшими методы комплексного источниковедения и междисциплинарных исследований, которые противоречили антинорманистским позициям, Сахаров применял традиционные номенклатурные методы — под давлением Сахарова Сектор истории древнейших государств покинул Институт российской истории и был перенесён в состав Института всеобщей истории, которым руководил А. О. Чубарьян и где направление комплексного источниковедения были продолжены.
По воспоминаниям академика Ю. А. Полякова, Сахаров, находясь на посту директора ИРИ РАН, препятствовал научной карьере таких видных учёных, как В. П. Данилов и С. В. Тютюкин, которые в силу своей принципиальности не могли мириться с деспотизмом Сахарова. Так, по мнению Полякова, именно из-за действий директора Тютюкин и Данилов не были избраны членами-корреспондентами РАН.
Активная дискуссия развернулась после издания работы историка и археолога Л. С. Клейна «Спор о варягах» (2009). Это издание совпало с возрождением антинорманизма, поддерживаемого директором Сахаровым. Сахаров совместно с историком В. В. Фоминым выступили по телевидению, Клейн подверг критике их выступление в печати (2010), опубликовав ряд статей, в частности, о конференции сторонников Сахарова «Начало Руси».
По мнению Клейна, А. Г. Кузьмин, В. В. Фомин и А. Н. Сахаров вернули спор о варягах на двести лет назад, восстановив риторику Михаила Ломоносова.
Историк В. Я. Петрухин относит Сахарова к эпигонам традиционного антинорманизма и оценивает используемые им методы реконструкции древнерусской истории на основе средневековых генеалогий, конструкций Синопсиса, Ломоносова и др. как примыкающие к методам А. Т. Фоменко.
Историк и лингвист Е. А. Мельникова отмечает, что предположение Сахарова о том, что после набега руси на Константинополь в 860 году был заключен первый договор Византии с росами, не имеет опоры ни в византийских, ни в русских источниках. Сомнительно, что обстоятельства окончания похода, гибель флота росов из-за бури, могли побудить Византию к заключению договора.
Фомин и Сахаров утверждали, что В. Л. Янин и В. В. Седов «доказали три миграционных потока из западнославянского мира — из Южной Балтики, из Польши и с Карпат, в VIII веке, в середине IX и в середине X». Это утверждение не соответствует действительности. Археологи Янин и Алешковский опирались только на лингвистические наблюдения и не приводили археологических данных. Гипотеза Седова опирается на данные письменных источников и археологический материал не прорабатывала. Другие археологи её не приняли. Кроме того, Седов писал о середине 1-го тысячелетия н. э. Привязки к варягам эти предполагаемые миграции не имеют. Тогда как передвижение населения из Скандинавии фиксируется по сотням археологических артефактов именно IX—X веков. Клейн называет Фомина и Сахарова в связи с этими словами фальсификаторами и пишет, что число скандинавов в стратегически важных пунктах Северной Руси в IX веке превышало число славян.
По словам Сахарова, Нестор знал западно-славянский мир — руян, ободритов, лютичей, брежан и др., но под именем варягов. Если отказаться от отождествления варягов и западных славян, в летописном описании возникает тёмное пятно, дыра в Европе. Клейн писал, что летописец не обязательно должен был упоминать их, кроме того, Сахаров не объясняет, почему, если они всё же упомянуты в летописи, то никогда не называются по их племенным названиям. Сахаров отмечал, что Владимир Святославич поставил в Киеве Перуна и других богов, среди которых отсутствуют скандинавские. Клейн отмечает, что Владимир был уже славянизированным норманном, представляя третье поколение скандинавов в славянской среде. Сахаров говорил, что «шведский язык» на Руси исчез, не оставив никаких следов. Клейн указал на ряд древнерусских слов скандинавского происхождения, обозначавших в том числе важные государственные понятия. Быстрой ассимиляции норманнов имеются параллели. Так же быстро ассимилировались норманны во французской среде в Нормандии. Вильгельм Завоеватель прибыл в Англию, уже являясь французом. На севере Англии, захваченной данами, датская речь быстро вышла из употребления.
Клейн отмечал, что Сахаров, несмотря на свою активную антинорманистскую позицию, не являлся специалистом-профессионалом в сфере Древней Руси, а специализировался на исследовании русской дипломатии и деревни XVII века, собственных крупных исследований о восточно-славянском этногенезе не имеет; «его специальность ближе к тем проблемам, которые он взялся решать, чем специальность академика Фоменко — к исторической хронологии, но в основном здесь тот же конфликт — академического звания и неподготовленности к предмету занятий». Сахаров в варяжском вопросе создаёт впечатление, близкое к Фоменко.
В целом Сахаров занимал маргинальную позицию в историографии ранней Руси, однако при этом являлся директором Института истории РАН, вытеснял из этого учреждения сотрудников и целые отделы, не согласные с его научной позицией, являлся членом Комиссии по противодействию фальсификации истории и автором стандартных учебников для средней школы.
Клейн писал: «воспевая дуэтом нашествие западных славян, Фомин и Сахаров считают это патриотической позицией (а не избавление ли от западных славян является национальным праздником России?). Признание же скандинавского нашествия (такого же, как на Англию и Францию) они считают антипатриотической пропагандой».

## Награды и звания
- Орден «Знак Почёта»[31]
- Орден Дружбы народов[31]
- Орден «За заслуги перед Отечеством» IV степени (2000) — за заслуги перед государством, многолетний добросовестный труд и большой вклад в укрепление дружбы и сотрудничества между народами[32]
- Медаль «За доблестный труд. В ознаменование 100-летия со дня рождения Владимира Ильича Ленина» (1970)
- Офицер ордена Заслуг перед Республикой Польша (8 октября 2004 года, Польша)[33].
- Заслуженный работник культуры РСФСР (1980)
- Заслуженный деятель науки Республики Мордовия
- Почётная грамота Президента Российской Федерации (2010) — за активное участие в научно-исследовательской, публицистической и популяризаторской работе по противодействию фальсификации истории в ущерб интересам России[34];
- Премия Правительства Российской Федерации в области образования (2012)
- лауреат Всероссийской историко-литературной премии «Александр Невский».
- член-корреспондент РАН с 7 декабря 1991 года по Секции гуманитарных и общественных наук (история России).

В 2010 году Будапештским центром русистики А. Н. Сахарову присвоено звание Socius Honoris causa.

## Некоторые публикации
Автор более 300 научных публикаций, многочисленных школьных и вузовских учебников истории России.
Монографии
- Русская деревня XVII в. (по материалам патриаршего хозяйства). — М.: Наука, 1966;
- Живые голоса истории. Кн. 1. — М.: Молодая гвардия, 1971 (в соавт. с С. М. Троицким);
- Степан Разин (хроника XVII века). — М.: Молодая гвардия, 1973; 2-е изд. 1987; 3-е изд. 2010 (в серии «ЖЗЛ»; переведена в Японии, Чехословакии, Венгрии, Болгарии);
- Живые голоса истории. Кн. 2. — М.: Молодая гвардия, 1978 (в соавт. с С. М. Троицким);
- Дипломатия Древней Руси: IX — первая половина X вв. — М.: Мысль, 1980 (переведена в Болгарии);
- Дипломатия Святослава. — М.: Международные отношения, 1982; 1991 (в серии «Из истории дипломатии»);
- Владимир Мономах. — М.: Русский язык, 1985 (переиздания 1986, 1990, 1991, 1994, 1995, 1998, 2003);
- Полководцы Древней Руси. — М.: Молодая гвардия, 1985; 1986 (в серии «ЖЗЛ»; 3-е изд. М.: «Терра», 1999; в соавт. с В. В. Каргаловым);
- «Мы от рода русского…»: рождение русской дипломатии. — Л.: Лениздат, 1986;
- Дипломатия Древней Руси. — М.: Педагогика, 1987 (в серии «Учёные — школьнику»);
- Человек на троне (Александр I). — М.: МАРАН, 1992, 1993 (брошюра);
- Александр I. — М.: Наука, 1998. ISBN 5-02-009498-6
- Подвижники России: исторические очерки. — М.: Русское слово, 1999; 2008 (в соавт. с А. Н. Бохановым и В. Д. Назаровым);
- Война и дипломатия (1939—1945). — М.: МГИМО, 1995 (брошюра);
- История внешней политики России (конец XV в. — 1917 г.). М., 1995—1999 (тт. 1-5, редактор);
- «Совершенно секретно»: Лубянка — Сталину о положении в стране (1922—1934 гг.). М., 2001—2013 (тт. 1-9, редактор);
- Общество и власть. Российская провинция. 1917—1980-е годы. М., 2002—2010 (тт. 1-6, редактор),
- Очерки истории Министерства иностранных дел России. М., 2002 (редактор);
- История человечества. Т. 8. История России. М., 2003 (издание ЮНЕСКО);
- Россия: Народ. Правители. Цивилизация. — М.: ИРИ РАН, 2004;
- Тревога и надежда. — М.: Время, 2006 (тт. 1—2);
- Древняя Русь на путях к «Третьему Риму». — М.: Наука, 2006 (2-е изд. М.: Гриф и Ко, 2010; под загл. «Русь на пути к „Третьему Риму“»);
- Александр Невский. — М.: АСТ, 2008, 2009 (в серии «Имя Россия. Исторический выбор 2008»);
- Россия как часть мирового цивилизационного процесса. — М., 2009 (брошюра);
- Народ и Война: очерки истории Великой Отечественной войны 1941—1945 гг. — М., 2010 (редактор);
- Исторические обретения на рубеже XXI века: очерки. — М.: Голден-Би, 2011 ISBN 9-7859-0112-4

Учебники
- Новейшая история России: учебник / под ред. А. Н. Сахарова. М., Проспект, 2010;
- История России с древнейших времён до наших дней: учебник / под ред. А. Н. Сахарова. М., Проспект, 2010;
- История России с древнейших времен до конца XVII века: учебник для 10 класса общеобразовательных учреждений. — М.: Русское слово, 2012. ISBN 978-5-91218-549-6
- История России XVIII—XIX века. Учебник для 10 класса общеобразовательных учреждений. — М.: Русское слово, 2012 ISBN 978-5-00007-020-8 (в соавт. с А. Н. Бохановым);
- Основы религиозных культур народов России. Учебное пособие. М.: Русское слово, 2011. (в соавт. с К. А. Кочегаровым);
- История России с древнейших времён до наших дней: учебник для вузов. М., 2013 (т. 1-2, редактор)

Статьи
- Из истории крестьянской войны под руководством Степана Разина // Исторический архив. — 1957. — № 4;
- Неизвестный указ Петра I // Вопросы истории, 1962, № 12;
- Новые источники о Петре I и старая тенденциозность // Вопросы истории, 1963, № 3;
- Антикрепостнические тенденции в русской деревне XVII века // Вопросы истории. — 1964. — № 3;
- Эволюция категорий крестьянства в XVII в. // Вопросы истории, 1965, № 9;
- «Красный» террор народовольцев // Вопросы истории. — 1966. — № 5;
- Переписка Елизаветы Английской с Борисом Годуновым // Вопросы истории, 1967, № 2;
- К изучению истории русской церкви // Вопросы истории, 1968, № 6;
- Великий Октябрь и его современные буржуазные критики // Вопросы истории, 1969, № 1 (в соавт. с Л. С. Гапоненко и Г. Л. Соболевым);
- О диалектике исторического развития русского крестьянства // Вопросы истории, 1970, № 1;
- Исторические факторы образования русского абсолютизма // История СССР, 1971, № 1;
- Степан Разин — предводитель Крестьянской войны // Крестьянские войны в России XVII—XVIII вв.: проблемы, поиски, решения. М., 1974;
- Кий: легенда и реальность // Вопросы истории. — 1975. — № 10;
- «Дипломатическое признание» Древней Руси (860 г.) // Вопросы истории, 1976, № 6.
- Страницы русской дипломатии начала X в. // Восточная Европа в древности и средневековье. М., 1978.
- Русско-византийский договор 907 г.: реальность или вымысел летописца? // Вопросы истории, 1978, № 2.
- Дипломатия княгини Ольги // Вопросы истории. — 1979. — № 10;
- Балканские походы Святослава и дипломатия Древней Руси // Вопросы истории. — 1982;
- Исторические пути восточного славянства // Вопросы истории, 1984, № 4;
- История Советского Союза под пером консервативных советологов 80-х годов // История СССР, 1988, № 2.
- Политическое наследие Рима в идеологии Древней Руси // История СССР. — 1990. — № 3;
- И. Е. Забелин: новая оценка творчества // Вопросы истории. — 1990. — № 7;
- Отечественная историография: западные оценки и наша реальность // Россия в XX веке: историки мира спорят. М., 1994;
- Тяжкий путь российского реформаторства // Исторические записки. Вып. 1 (119). — М., 1995;
- Стюарт Рамсей Томпкинс: Долгий путь к истории России// Отечественная история. 1995. No 5.
- Война и советская дипломатия: 1939‒1945 гг. // Вопросы истории. — 1995. — № 7;
- Этапы и особенности русского национализма // Россия и современный мир. — М., 1997;
- Александр I и Аракчеев // Отечественная история. — 1998. — № 4;
- Апостол истории «Святой Руси» (Антон Владимирович Карташев) // Отечественная история. — 1998. — № 5;
- Конституционные проекты и цивилизационные судьбы России // Отечественная история. — 2000. — № 5 (переиздано в сборнике: Конституционные проекты в России. XVIII — начало XX в. М., 2000);
- Россия в начале XX в.: народ, власть, общество // Россия в начале XX в. — М., 2002;
- О новых подходах к истории России // Вопросы истории. — 2002. — № 8;
- Рюрик, варяги и судьбы российской государственности // Сборник Русского исторического общества. Вып. 8 (156). Антинорманизм. М., 2003;
- Заметки о книге А. А. Искендерова «Закат империи» // Отечественная история. — 2003. — № 4 (в соавт. с А. Н. Бохановым);
- Историческая сага Всеволода Соловьёва // Вопросы истории. — 2003. — № 9;
- Проблемы изучения истории внешней политики России на современном этапе // Бюллетень Научного совета РАН «История международных отношений и внешней политики России». Вып. 1. — М.: ИРИ РАН, 2004;
- Размышления о русско-японской войне 1904‒1905 гг. // Вопросы истории. — 2007. — № 4;
- 1930: год «коренного перелома» и начала Большого террора // Вопросы истории. — 2008. — № 9;
- Русско-японская война и Портсмутский мир (современные оценки) // Бюллетень Научного совета РАН «История международных отношений и внешней политики России». Вып. 3. — М.: ИРИ РАН, 2009;
- 1809 год в истории России и Финляндии // Российская история. — 2010. — № 3;
- 860 год в истории России // Вопросы истории. — 2012. — № 7;
- «Идеологический десант в Кабуле». Весна 1980 г.: [Воспоминания] // Вопросы истории. — 2014. — № 8;
- «Растоптанный Февраль» (воспоминания) // Вопросы истории. — 2017. — № 4.